# Un angelo dal cielo
Un angelo dal cielo è un album della cantante pop italiana Viola Valentino, pubblicato nel 1991 dall'etichetta discografica CGD.
Conteneva gli inediti Un angelo dal cielo e Quasi mezzanotte.

## Tracce
CD (CGD 9031-74892-2 (Warner)
1. Un angelo dal cielo – 3:35 (Enrico Riccardi) – (inedito)
2. Romantici – 3:50 (testo: Guido Morra – musica: Maurizio Fabrizio)
3. Arriva arriva – 4:32 (testo: Vincenzo Spampinato – musica: Maurizio Fabrizio)
4. Sotto la pioggia – 3:32 (testo: Guido Morra, Riccardo Fogli – musica: Popi)
5. Anche noi facciamo pace – 3:34 (testo: Guido Morra, Riccardo Fogli – musica: Maurizio Fabrizio)
6. Addio amor – 3:48 (testo: Guido Morra – musica: Laurex, Popi)
7. Il posto della luna – 4:10 (testo: Guido Morra – musica: Laurex)
8. Comprami – 3:57 (testo: Cristiano Minellono – musica: Renato Brioschi)
9. Sera coi fiocchi – 3:45 (testo: Amerigo Paolo Cassella, Riccardo Fogli – musica: Maurizio Fabrizio)
10. Verso sud – 4:05 (testo: Vincenzo Spampinato – musica: Maurizio Fabrizio)
11. Sei una bomba – 3:54 (testo: Guido Morra, Riccardo Fogli – musica: Renato Brioschi)
12. Giorno popolare – 4:02 (testo: Guido Morra, Riccardo Fogli – musica: Maurizio Fabrizio)
13. Quasi mezzanotte – 4:30 (Paolo Costa, Claudio D'Onofrio, Giorgio Vanni) – (inedito)
14. Sola – 3:43 (testo: Vincenzo Spampinato – musica: Maurizio Fabrizio)